# とんぼ返り道中
『とんぼ返り道中』（とんぼがえりどうちゅう）は、1950年に公開された斎藤寅次郎監督の日本映画。モノクロ、スタンダードサイズ、映倫番号:345。

## あらすじ
蝶松は名前のとおり、蝶のように跳ね回る元気な少年。鐘つき番の伝兵衛じいさんに拾われ育てられた孤児の身の上。今は体の不自由な伝兵衛じいさんの代わりに鐘をついている。近頃、越後の獅子舞の獅子の頭が割られる騒ぎが頻発している。蝶松も父親の形見の獅子の頭を大切に持っている。この騒ぎの元は雷門の佐平次親分と、もうひとりは梅吉一座の佐七（座長の旦那）。双方が牽制し合いながら、江戸中の頭の中身を探し回っている。ある日、越後から出てきたという蝶松の母親が現れる。動揺する蝶松。伝兵衛じいさんの手前、邪険に突き放すが内心はおっ母さんと泣き叫びたい気持ちで一杯だった。伝兵衛じいさんは傷心した様子の蝶松を不憫に思い一計を案じる。「お前の鐘つきは心がこもってない。旅へ出て修行をしてこい」しかし本当は越後へ連れて帰ってもらうよう、となりに住む源六に頼むのだった。浅草寺の観音様に願掛けて旅立つふたり。しかし街道へ出たところで、源六が伝兵衛じいさんから預かっていたお金を、女掏摸にスられてしまう不始末。慌てて女を追いかけているうちに、いつの間にか浅草に舞い戻り。あっちだこっちだと言ってるまに、梅吉一座の小屋に紛れ込んだふたり。たまたま芸人がいなくて穴のあいた舞台に出てしまい、度胸一発でリズム浪曲を披露して大ウケ。梅吉座長にも気に入られ一座に加わることに。といっても伝兵衛じいさんとは目と鼻の先。蝶松は健気にも、伝兵衛じいさんの代わりに鐘つきに行くのだった。佐七はもう江戸で獅子の頭を探すことは諦め、越後へ行こうと座長に相談する。佐七は「おじさんは何故獅子の頭を探すのか」と言う蝶松の問い詰めの話から、伝兵衛じいさんの家にもひとつあることを知る。そこで向かうと、すでに佐平次一家が先回りをしていてここで大立ち回り。獅子の頭が割られて探していた地図を発見。ここで伝兵衛じいさんが帰ってきて、顔見知りの佐平次に加勢。このじいさんは体が不自由かと思ってたら、とんでもない力持ちで佐七を難なく組み伏せてしまう。佐平次たちが逃げたところへ蝶松たちが来て誤解が溶ける。そして佐七の話から、蝶松の父親を殺したのはあの佐平次で、あの地図は佐渡の隠し金山が記してあることが分かる。佐七は佐平次の家に殴り込むが、子分ふたりと共に逃げられてしまう。佐平次たち、佐七、蝶松と源六、梅吉一座、そして蝶松の母もみんな越後を目指す。そして佐平次たちに追いついた蝶松と源六が機転を利かし、関所の役人に佐平次が下手人であることを訴え出てあえなく御用となった。源六に伝兵衛じいさんを迎えに行くよう頼み、あとは梅吉一座に合流し一路越後へ向かうのだった。

## スタッフ
- 製作：石田清吉[1]
- 監督：斎藤寅次郎[1]
- 企画：福島通人[1]
- 脚本：八住利雄[1]
- 撮影：服部幹夫[1]、山口芳男
- 照明：内藤市次郎[4]、一瀬與一郎
- 録音：森澤吾一[5][4]、舟野鬼子雄
- 美術：桑野春英[1]、澤野周一
- 音楽：万城目正[1]
  - 主題歌：

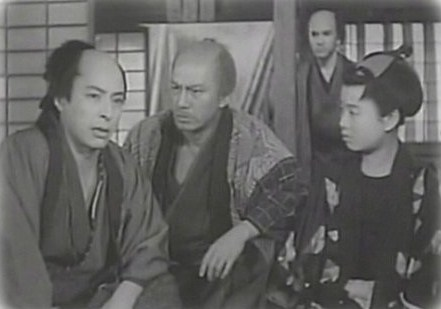
左から高田浩吉、二代目 市川小太夫、堺駿二、美空ひばり

    - 「越後獅子の唄」（作詞：西條八十  作曲：万城目正  唄：美空ひばり）
    - 「あきれたヴギ」（作詞：西條八十  作曲：万城目正  唄：美空ひばり）
- 編集：相良久
- 助監督：磯田一雄
- 装置：高須次郎、中村良三
- 装飾：不破敏夫
- 衣裳：三澤清子
- 床山：村田春松
- 記録：岩崎伊三郎
- 結髪：後藤キクエ
- 移動効果：宮崎嘉一
- 整理：水谷常三郎
- 振付：花柳芳麿
- 和楽：稀音家三一郎
- スチール：河中九一郎
- 演技事務：福田逸人
- 経理事務：藤岡正一
- 進行担当：桐山正男

## キャスト
- 美空ひばり - 蝶松[1]
- 二代目 市川小太夫 - 伝兵衛[1]
- 坪内美子 - お糸[1]
- 堺駿二 - 源六[1]
- 宮城千賀子 - 梅吉[1]
- 伊藤由利 - お春[1]
- 島弘子 - お松[1]
- 高田浩吉 - 佐七[1]
- 山路義人 - 佐平次[1]
- 川田晴久 - 文七[1]
- 田中謙三 - 捕吏頭[1]
- 滝瑛子 - おはま[1]
- 小笠原まり子 - おくみ[1]
- 石田守衛[3] - 医者
- 青山宏[3] - 松助
- 中田耕二 - 竹助
- 鮎川十糸子[3] - お蝶
- 林田十郎[3] - 上方贅六
- 芦の家雁玉[3] - 上方贅七
- 日野道夫、山口秋輝 - 近所のひと
- 南光明 - 佐七の父親
- 高見孝二郎 - 春吉
- 原純子 - 女掏摸